# Die Schuld der Lavinia Morland
Die Schuld der Lavinia Morland ist ein deutsches Filmdrama von Joe May aus dem Jahr 1920.

## Handlung
Lavinia Morland wird zu Unrecht von ihrem eifersüchtigen Ehemann grundlos des Ehebruchs verdächtigt. Um dies zu beweisen und die Scheidung zu erzwingen, dingt er einen Betrüger, der Lavinia zum Ehebruch verführen soll. Nachdem der Auftrag ausgeführt wurde, erdolcht ihn Lavinia, da sie sich in ihrer Ehre zutiefst gekränkt fühlt. Beim anschließenden Gerichtsverfahren wird sie freigesprochen. Sie findet neues Glück mit ihrer Jugendliebe.

## Hintergrund
Produziert wurde der Film von der May-Film GmbH Berlin. Aufnahmeleiter war Robert Wuellner. Die Bauten entwarfen Martin Jacoby-Boy und Erich Kettelhut (Assistenz). Der Film hatte eine Länge von 2.662 Metern, das entspricht in etwa 129 Minuten. Die Zensur durchlief er am 12. November 1920 und wurde sogleich in Berlin uraufgeführt. Der Roman Die Schuld der Lavinia Morland von Ernst Klein entstand nach diesem Film.

## Kritik
„Vor dem Theater das übliche Bild der May-Premieren. Begeisterte Verehrer und besonders Verehrerinnen pflegen sich stundenlang vor Eröffnung am Billettschalter anzustellen und kämpfen Schlachten um einen Platz. Man könnte den Film ja auch noch an den folgenden Tagen sehen, aber Mia May ist bei der Premiere persönlich anwesend, und eine besonders fanatische Verehrerin erklärte bei Schluß der Vorstellung: "Ich muß sie sehen, und wenn ich auf einen Baum klettern müßte."
Der Erfolg war dementsprechend ein großer, wie immer, aber auch ein wohlverdienter, und der Beifall galt nicht nur Mia May, sondern auch ihren sämtlichen Mitspielenden, sowie nicht zum wenigsten der vorzüglichen Regie Wüllners und Joe Mays, der seinen Film nicht mit Unrecht einen Regie-Meisterfilm nennt.
Joe May hat die Tragödie der armen, reichen Frau, die durch die Verfolgung des brutalen Herrenmenschen, der sie für sein Geld gekauft hat, bis zur Verzweiflungstat gereizt wird, in einen blendenden Rahmen gesteckt: Herrliche Bilder von der Riviera leuchten auf, blaue Golfe mit einem Kranz von Palmen und südlicher Vegetation umgeben elegante Fremdenhotels, fürstliche Innenräume; Bilder von nicht alltäglicher Schönheit. Das Spiel ist bis aufs kleinste ausgefeilt; wenig Massenszenen, dafür die Einzelszenen wohl durchdacht und mit hübschen Regieeinfällen ausgestattet. Die Handlung schweift des Öfteren Einzelheiten zuliebe etwas aus, bleibt aber immer interessant und erhebt sich in den letzten Akten zu packendster Wirkung.
Mia May spielt als Lavinia ihre Rolle mit ruhiger Selbstverständlichkeit, ohne Starmanieren und Aufdringlichkeiten, mit sichtlichem Streben nach Vertiefung. Den nüchternen, herrischen Geldmenschen Marland gibt Albert Steinrück, brutal, sinnlich, rücksichtslos auf sein Ziel losgehend. Diesem vierschrötigen Gewaltmenschen gegenüber wird die Tat der Lavinia Marland rückhaltlos verständlich. Den als Verführer von Marland gedungenen Vicomte de Cardillac, den Glücksritter und Frauenliebling, spielt Alfred Gerasch, der bildschöne Wiener Burgschauspieler, mit lässiger Grazie und liebenswürdiger Kanaillerie, ohne weichlich zu wirken. Paul Bildt als schwindsüchtiger Maler, Albert Patry als Dr. Harrison und Otto Treptow als würdiger Diener seines Herrn, des Vicomte, gaben bewährte Leistungen. (...)“

„Einer der besten Gesellschaftsfilme seit langen Zeiten. Dies sei vorausgeschickt. Nur ein Gesellschaftsfilm: doch in seiner Art sehr gut. Vielleicht etwas langwierig; doch gelungen im ganzen. Ein einfaches und starkes Sujet. Stark und fein durchgeführt; wirkungsvoll; zugleich psychologisch subtil-ziseliert. Doch nicht nur stark; auch fein: so sagten wir. In manchen Finessen erstaunlich. Der Auftakt ein Allegro furioso. Die folgenden Rahmenszenen vor Gericht ein Meisterstück an klarer Szenengruppierung. Und dann: ein flinkes, gleichmäßiges, nie erlahmendes Tempo, nein: das Tempo des Films. Eine Leistung voll Liebe: vielleicht nur dann so restlos möglich, wenn, wie hier, Autor und Regisseur in einer Person vereinigt sind. Da – da geschieht etwas Fabelhaftes. Der gemietete Verführer, der Ahnungen hat, fällt vor der Frau auf die Knie, und, während sie zur Hundepeitsche greift – – gesteht er alles: daß er ein gemieteter Verführer sei. Doch – daß er sie liebe, wirklich liebe. Daß er nicht weiterkönne. Daraufhin wird sie, die aufgeopferte Aufopfernde, seine Geliebte – des Geständnisses wegen. Psychologisch erstaunlich fein. Mia May ist einfach, groß, unberührbar. Ihr Spiel nimmt der marmornen Starrheit ihrer Rolle das Unausstehliche, das ihr leicht anhaften könnte. Ihre schlichten, al fresco angelegten Gesten geben eine eindeutige Figur großen Stils. Um diese drei herum eigentlich alles ausgezeichnet. Noch eine ganz kleine Chargenrolle hat man sich die vortreffliche Rosa Valetti hergelangt, die in drei Minuten eine schlagend-pittoreske Frans Hals-Figur, eine Hille Bobbe, auf zwei Beine stellt. Sonst noch – aber wozu alle aufzählen; denn alle sind, wir sagten"s schon, sehr gut. Zum Schluß noch die schönen Bauten von Jacoby-Boy. Ein kleiner Fehler nur: für das Bild, das der Lungenkranke, dann der gemietete Schurke, malt, hätte man niemals Botticellis so populäre "Venus, den Wellen entsteigend" verwenden dürfen. Man hätte es besser in wohltätiges Dunkel gehüllt. Das Publikum war enthusiasmiert. Die Darsteller dankten. Frau Henny Porten applaudierte fleißig mit – ohne allen Künstlerneid. Das war sehr hübsch anzusehen.“